# Краснопільська сільська територіальна громада (Вінницька область)
Краснопільська сільська територіальна громада — територіальна громада в Україні, у Гайсинському районі Вінницької області. Адміністративний центр — село Краснопілка.
Площа громади — 178,73 км², населення — 4271 мешканець (2018).
Утворена 9 вересня 2016 року шляхом об'єднання Краснопільської, Митківської, Нараївської сільських рад Гайсинського району та Кивачівської, Тополівської сільських рад Теплицького району.
12 червня 2020 року Краснопільська сільська громада утворена у складі Гранівської, Грузької, Краснопільської, Митківської, Михайлівської, Нараївської сільських рад Гайсинського району та Кивачівської, Тополівської сільських рад Теплицького району.
19 липня 2020 року, в результаті адміністративно-територіальної реформи і ліквідації Теплицького району, громада увійшла до складу Гайсинського району.

## Населені пункти
До складу громади входять 1 селище (Дубина) і 12 сіл: Гранів, Грузьке, Кивачівка, Краснопілка, Митків, Михайлівка, Нараївка, Степове, Тишківка, Тишківська Слобода, Тополівка та Цвіліхівка.